# Vuelo 4590 de Air France
El vuelo 4590 de Air France del martes 25 de julio de 2000 partió del Aeropuerto de París-Charles de Gaulle próximo a París, Francia, con rumbo al Aeropuerto Internacional John F. Kennedy de Nueva York, Estados Unidos. Ese día, el Concorde francés sufrió un accidente al despegar, estrellándose en Gonesse, Francia. Fue el único accidente de un Concorde, dando fin a casi treinta años de impecable historial de la famosa aeronave supersónica.
Perecieron los cien pasajeros del avión y nueve miembros de la tripulación, además de cuatro personas en tierra.
Se trataba de un vuelo chárter de la compañía alemana Peter Deilmann Cruises, de modo que absolutamente todos los pasajeros se proponían embarcar en el crucero MS Deutschland en Nueva York para una travesía de dieciséis días que habría acabado en Manta, Ecuador.

## El vuelo
Según se descubrió algún tiempo después y se informó oficialmente el 14 de diciembre de 2004, un McDonnell Douglas DC-10 de Continental Airlines perdió una banda de titanio de unos 3 cm de ancho y 43 cm de largo durante el despegue desde el aeropuerto Charles de Gaulle.
El Concorde pasó sobre la pieza metálica a una velocidad superior a V1 y rompió el neumático de la rueda 2 que explotó. Una parte del neumático (de unos 4,5 kg) golpeó la parte baja del ala izquierda del avión a 323 km/h. Este impacto envió una onda de presión que finalmente rompería desde dentro el depósito de combustible número 5 en su punto más débil, justo encima del tren de aterrizaje. El combustible contenido en ese depósito comenzó a derramarse bajo el ala, entrando en llamas en los segundos posteriores. No se han aclarado las causas por las que se incendió el combustible. Sin embargo, existen dos hipótesis al respecto aceptadas en el informe oficial de investigación que siguió al accidente: ignición por un arco eléctrico o por el contacto con las secciones calientes del motor. Ambas cuentan con argumentos tanto a favor como en contra.
En el momento de la ignición, los motores 1 y 2 perdieron potencia. La potencia total de los cuatro motores llegó a ser en esos momentos del 50%, aportada principalmente por los motores 3 y 4. El motor 1 pareció recuperar potencia durante los segundos siguientes, mientras que el 2 siguió funcionando mal, a pesar de lo cual el avión consiguió despegar poco después.
En estos momentos posteriores, el ingeniero de vuelo solicitó el apagado del motor 2. En el mismo segundo, el capitán Christian Marty, experimentado piloto de 54 años de edad, dio orden de que se activara el procedimiento contra fuego en los motores. Aunque el capitán todavía no podía ver las llamas, era consciente de que los motores 1 y 2 estaban perdiendo potencia. Instantes después, el controlador de torre divisó fuego en la parte trasera del avión y lo notificó al capitán, informándole que tenía prioridad para volver a la pista. Un video de 15 segundos captado por un camionero español muestra al avión en llamas cruzando una autopista.
También el primer oficial informó al capitán de que la velocidad en ese momento era de 200 kn/370 km/h a una altitud de 60 m —la velocidad a la que el avión ya no asciende, disponiendo solo de tres motores, era de 205 kn y la óptima para el ascenso en esas condiciones era de 220 kn—. El mismo tripulante se percató de que el tren de aterrizaje no respondía a las órdenes de recogida.
Para entonces la tripulación intentaba dirigirse al Aeropuerto de París-Le Bourget, el más cercano, para intentar un aterrizaje de emergencia. El fuego hizo que el ala izquierda se fundiera, por lo que el avión viró sobre sí mismo y se precipitó contra el hotel Hotelissimo en La Patte d'Oie, Gonesse, destruyendo el hotel, matando a cuatro personas que se encontraban en él y provocando un incendio en el edificio. Aun así, medios de comunicación y testigos presenciales calificaron a Christian Marty como un héroe, por haber logrado dirigir el avión -lo que terminaron siendo sus últimos segundos de vida- hacia el área menos poblada que encontró, en un intento por minimizar el número de víctimas. "Estamos vivos por un milagro y ese piloto es un héroe", coincidieron muchos de los habitantes de Gonesse. El copiloto en la tragedia fue Jean Marcot, que rompió el récord mundial 8 años atrás al circunvalar el globo en el Concorde desde Lisboa en 33 horas. El pueblo de Gonesse —como a Marty— le agradece también su último gesto de solidaridad.
| País           | Pasajeros | Tripulación | En tierra | Total |
| -------------- | --------- | ----------- | --------- | ----- |
| Alemania       | 4         | 0           | 0         | 4     |
| Francia        | 92        | 9           | 4         | 105   |
| Dinamarca      | 2         | 0           | 0         | 2     |
| Austria        | 1         | 0           | 0         | 1     |
| Estados Unidos | 1         | 0           | 0         | 1     |
| Total          | 100       | 9           | 4         | 113   |

## Investigación del accidente
La investigación oficial fue dirigida por el Gabinete de Investigación de Accidentes francés, la BEA. Se concluyó que la causa del accidente fue una banda de titanio, parte de un inversor de potencia, que se desprendió de un DC-10 de Continental Airlines (vuelo 55 de Continental Airlines) que había despegado hacia Newark desde la misma pista unos minutos antes. Esta pieza de titanio perforó un neumático del Concorde, que se desintegró. Uno de los trozos de caucho del neumático golpeó el depósito de combustible y rompió un cable eléctrico. El impacto causó en el depósito una brecha por la que se liberó combustible, que se encendió inmediatamente después.
La tripulación apagó el motor número 2 en respuesta a un aviso de incendio, pero fueron incapaces de recoger el deteriorado tren de aterrizaje, lo que afectó a la capacidad del avión para ascender. El motor número 1 también falló produciendo poco empuje, por lo que la aeronave no podía ni ascender ni ganar velocidad, lo que hizo que poco después colisionara contra un hotel en Gonesse.
De acuerdo con el informe de investigación, la participación de la pieza de titanio del DC-10 no fue reconocida por la Administración Federal de Aviación de los Estados Unidos.
Otro desecho del neumático cortó los cables del tren de aterrizaje izquierdo, bloqueándolo. Los cables crearon chispas que encendieron el combustible derramado sobre los motores. En el momento en que comenzó el incendio, el piloto no podía abortar el despegue, por lo que intentó llegar al aeropuerto de París-Le Bourget. Sin embargo, las altas temperaturas provocadas por el incendio (más de 1.000 °C) hicieron que los soportes del ala comenzaran a fundirse, provocando el colapso del avión.
El Concorde terminó su era de servicio después de este accidente y se comenzó un programa de retiro de las pistas. El 26 de noviembre de 2003 se produjo el último vuelo del Concorde, realizado por un avión de British Airways, registrado G-BOAF.

## Investigación criminal
El 10 de marzo de 2005, las autoridades francesas iniciaron una investigación criminal contra Continental Airlines. En efecto, en septiembre de 2005, Henri Perrier, el exdirector de la división Concorde de Aérospatiale, y Jacques Herubel, el ingeniero jefe de Concorde, fueron investigados por negligencia: un informe demostraba que la compañía había sido notificada de más de 70 incidentes relacionados con los neumáticos del Concorde entre 1979 y 2000, pero no tomaron las medidas necesarias para solventarlos.
El 12 de marzo de 2008, Bernard Farret, fiscal adjunto en Pontoise, en las afueras de París, solicitó a los jueces el presentar cargos de homicidio involuntario contra Continental Airlines y cuatro personas:
- John Taylor, mecánico de Continental
- Stanley Ford, jefe de mantenimiento de Continental
- Henri Perrier, exdirector de la división Concorde de Aérospatiale
- Claude Frantzen, exdirectivo de la Direction Générale de l'Aviation Civile

Algunos medios informaron que los cargos contra Jacques Herubel fueron desestimados, pero el 23 de julio de 2008 fue publicada la confirmación del juicio, incluyendo a Herubel.
El juicio comenzó el 2 de febrero de 2010. Continental se enfrentaba a pagar una indemnización por daños y perjuicios de 500.000 dólares (unos 363.000 euros), y dos de sus empleados a cinco años de prisión. También se enfrentaban a multas o a penas de prisión los diseñadores del avión y uno de los oficiales de la autoridad civil de aviación francesa, ya que los fiscales de la acusación afirmaban que los diseñadores sabían que los depósitos de combustible de la aeronave eran susceptibles de sufrir daños causados por objetos externos.
Continental negó la responsabilidad en los cargos que se le imputaban, defendiendo en el juicio que la aeronave ya estaba en llamas cuando pasó sobre la pieza de titanio.
Finalmente, el tribunal francés de Pontoise declaró culpable a la compañía aérea estadounidense Continental Airlines del accidente, debiendo pagar 200.000 euros de multa y un millón de euros a Air France en concepto de daños de imagen e intereses.